# ويليام إتش. روبرتسون
ويليام إتش. روبرتسون هو محامي وقاضي وسياسي أمريكي، ولد في 10 أكتوبر 1823، وتوفي في 6 ديسمبر 1898. نشط حزبياً في الحزب الجمهوري. وقد انتخب عضو جمعية ولاية نيويورك ‏ وانتخب عضو مجلس ولاية نيويورك ‏ وانتخب عضو مجلس النواب الأمريكي ‏.